# Maixent Raoul Ominga
Maixent Raoul Ominga, né le 7 juin 1970  à Kali-Otoko dans le district d'Oyo dans le département de la Cuvette en république du Congo, est un expert-comptable et homme politique congolais. Il est depuis le 28 février 2018, directeur général de la Société nationale des pétroles du Congo (SNPC).

## Biographie

### Origines
Maixent Raoul Ominga, fils de  Pierre Ominga et de Pascaline Oyoua, d'ethnie Mbochi et originaire de Kali-Otoko (Cuvette), est né le 7 juin 1970[réf. souhaitée]. 

### Formation
Maixent Raoul Ominga a obtenu un baccalauréat série BG (économie) au lycée technique du 1er-Mai de Brazzaville. Il poursuit ensuite ses études en France, à l’Institut supérieur de l’entreprise de Montpellier, où il obtient successivement le diplôme préparatoire aux études comptables et financières (DPECF) et le diplôme d'études comptables et financières (DECF) en 1999.Il devient expert-comptable agréé CEMAC n°500. 

## Carrière
Il intègre la Société nationale des pétroles du Congo (SNPC) en février 2001 et y occupe successivement les fonctions d’assistant du chef du département finances et comptabilité, chef de service comptabilité générale, directeur de la comptabilité pétrolière, puis directeur de la comptabilité de l’État par intérim et directeur financier adjoint (2011-2016). Il devient directeur général adjoint chargé des finances et de la comptabilité (2016-2018) de l'entreprise quand son prédécesseur Calixte Nganongo est nommé ministre des Finances.

### Direction de la SNPC
Le 28 février 2018, Maixent Raoul Ominga est nommé directeur général de la SNPC, en remplacement de Jérôme Koko. Il est reconduit à ce poste par décret présidentiel le 3 mars 2022 pour un nouveau mandat de quatre ans.

## Engagements politiques et associatifs
Maixent Raoul Ominga est député de la deuxième circonscription d’Oyo de 2017 à 2022, sous les couleurs du Parti congolais du travail (PCT). 
Il est également fondateur et président d'un club de football AS Otohô.